# Mammoni - Chi vuole sposare mio figlio?
Mammoni - Chi vuole sposare mio figlio? è stato un reality show in onda su Italia 1 dal 5 giugno al 10 luglio 2012. L'ultima puntata in studio è condotta da Rossella Brescia.

## Il programma
Questo reality cerca di fare in modo che alcuni ragazzi single, grazie anche all'aiuto delle rispettive madri, trovino una fidanzata o un fidanzato all'interno di un gruppo di ragazze e ragazzi, anch'essi single.
Il ruolo delle madri è, da un lato, quello di consigliare i figli riguardo alle loro eventuali relazioni sentimentali con le/gli ragazze/i, e, dall'altro, quello di osservare quest'ultime/i e relazionarsi con loro al fine di giudicare se siano più o meno adatte/i ai propri figli e se possano essere eventuali bravi compagni di vita.
Per tutto il corso del reality, le/gli ragazze/i convivono con le madri in una villa, mentre i figli vivono in una dépendance in separata sede.
Tutte le puntate registrate sono state narrate da Perla Liberatori.
Il programma è basato sul format spagnolo ¿Quién quiere casarse con mi hijo?, in onda su Cuatro.
La sigla del programma è il brano Mamma dei Power Francers.

## Concorrenti

### Mamma Olimpia e figlio Marco
- Ragazze: Camilla (scelta), Veronica (1ª Eliminata), Natasha (2ª Eliminata), Valentina (3ª Eliminata), Maria Chiara (4ª Eliminata), Michela (5ª Eliminata), Silvia (6ª Eliminata), Giusi (7ª Eliminata), Glenda (8ª Eliminata).
- Finale: Marco preferisce Camilla a tutte le altre pretendenti ma alla fine decide di rimanere con mamma.

### Mamma Consilia e figlio Antonio
- Ragazze: Milena (scelta), Giusy (1ª Eliminata), Valentina (2ª Eliminata), Elena (3ª Eliminata), Manila (4ª Eliminata), Anne (5ª Eliminata), Waima (6ª Eliminata), Giusi (7ª Eliminata).
- Finale: Antonio sceglie Milena ma la ragazza decide di rifiutare.

### Mamma Marina e figlio Simone
- Ragazze: Angela (scelta), Ilaria (1ª Eliminata), Giulia Laura (2ª Eliminata), Sara (3ª Eliminata), Valeria (4ª Eliminata), Ylenia (5ª Eliminata), Fiorella (6ª Eliminata), Simona (7ª Eliminata).
- Finale: Simone sceglie Angela, la bacia ed escono felici dallo studio.

### Mamma Franca e figlio Pierpaolo
- Ragazzi: Luca Soddu (scelta), Matteo (1º Eliminato), Alessio (2º Eliminato), Alberto (3º Eliminato), Edward (4º Eliminato), Ciro (5º Eliminato), Giuseppe (6º Eliminato), Costanzo (7º Eliminato), Giulio (8º Eliminato).
- Finale: Pierpaolo legge una lettera in cui ammette di tenere molto a Luca ma crede che il loro rapporto non possa andare oltre l'amicizia, poiché non rispecchia fino in fondo quel che c'è tra loro ma vuole che faccia parte della sua vita. Inoltre, Pierpaolo decide di andare a vivere da solo.

### Mamma Lorenza e figlio Dario
- Ragazze: Eliana (scelta), Aurora (1ª Eliminata), Sara (2ª Eliminata), Luanda (3ª Eliminata), Angela (4ª Eliminata), Hue (5ª Eliminata), Olga (6ª Eliminata), Mariateresa (7ª Eliminata), Giusy (8ª Eliminata).
- Finale: Dario sceglie Eliana.

## Ascolti
| Puntata | Messa in onda  | Telespettatori | Share |
| ------- | -------------- | -------------- | ----- |
| 1       | 5 giugno 2012  | 2.077.000      | 8,24% |
| 2       | 12 giugno 2012 | 1.904.000      | 7,77% |
| 3       | 19 giugno 2012 | 1.412.000      | 7,48% |
| 4       | 26 giugno 2012 | 1.521.000      | 7,81% |
| 5       | 3 luglio 2012  | 1.238.000      | 7,12% |
| 6       | 10 luglio 2012 | 1.546.000      | 8,69% |